# マンチェスター (バーモント州)
マンチェスター（英: Manchester）は、アメリカ合衆国バーモント州の町。ベニントン郡に2つある郡庁所在地の1つである。人口は4,488人（2022年推計）。町の中に法人化された村であるマンチェスター・ビレッジと、国勢調査指定地域になっているマンチェスター・センターがある。
マンチェスターは、特にニューヨーク州やコネチカット州からの観光客が訪れる場所となっており、ブルックス・ブラザーズやラルフ・ローレンなど全国的小売りチェーン店や、地元で所有するアメリカでは著名な独立系書店であるノースシャイア・ブックストアなど多くの小売店のアウトレットモールがある。

## 歴史

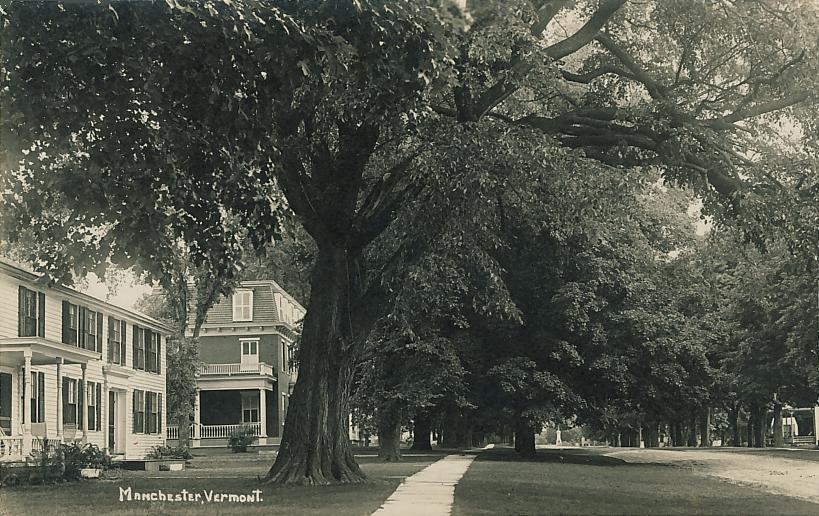
1913年のマンチェスター

マンチェスターの町は、1761年にニューハンプシャー植民地総督ベニング・ウェントワースが認証した幾つかの町の1つだった。ウェントワースは新しい町に、当時のイングランドで著名な貴族の名前を付けて、その人が町に庇護者としての興味を持ってくれることを期待しているのが習慣だった。ウェントワースは第3代マンチェスター公爵ロバート・モンタギューにちなんでマンチェスターの町名を付けた。最初の入植は1764年のころであり、1784年に町の区割りが決められた。土地は耕作よりも牧畜に向いていたので、1839年には約6,000頭の羊が牧場や丘陵をうろついていた。
その他の産業としては鉄鉱石の採掘、大理石採石場や製粉所があり、製材会社もあった。ニューヨーク市のような工業都市から鉄道が開通し、マンチェスターは歴史的な建築物や山間の美しい景観があったので、観光客が訪れるようになった。南北戦争の後、町は裕福なリゾート地に発展し、今日まで続いている。
1812年から1819年、「アメリカでも最初の不正な有罪判決殺人事件」と言われる「ボーン・コリン事件」で有名になった。この事件に関しては幾つかの著作が書かれ、現在も研究の対象になっている。
オービスは家族経営の小売店であり、高級なフライフィッシング、狩猟、スポーツ用品に特化したメールオーダーの事業を行っている。1856年にチャールズ・F・オービスが釣り道具を販売するために設立したものであり、国内でも最古のメールオーダー小売業となった。
バートン・スノーボードの設立者、ジェイク・バートン・カーペンターはマンチェスターにあった自分のガレージでスノーボードのデザインを完成させた。この会社は1992年までマンチェスターで営業を続けていたが、その後バーリントンに移転した。
町内には州が認定する歴史地区が3つある。ハイランド・アベニューとエルム通りにあるデポ地区、メインストリートの北にあるボンネット通り、およびメインストリートそのものである。

## 地理
マンチェスターはベニントン郡の北中部にある。東にはグリーン山脈、西にはタコニック山地に挟まれている。タコニック山地で最高峰であるエクィノックス山は標高が1,170mあり、町の西部に位置している。町内にはバッテン・キル、ライ・ブルック、マンソン・ブルック、ブロムリー・ブルック、ボーン・ブルックが流れている。
アメリカ合衆国国勢調査局に拠れば、市域全面積は42.2平方マイル (109.4 km2)であり、このうち陸地42.1平方マイル (109.1 km2)、水域は0.1平方マイル (0.3 km2)で水域率は0.29%である。

## 人口動態
以下は2000年の国勢調査による人口統計データである。
| 基礎データ - 人口: 4,180 人 - 世帯数: 1,819 世帯 - 家族数: 1,156 家族 - 人口密度: 38.2人/km2（99.0 人/mi2） - 住居数: 2,456 軒 - 住居密度: 22.5軒/km2（58.2 軒/mi2） 人種別人口構成 - 白人: 97.87% - アフリカン・アメリカン: 0.38% - ネイティブ・アメリカン: 0.17% - アジア人: 0.31% - その他の人種: 0.43% - 混血: 0.84% - ヒスパニック・ラテン系: 1.75% | 年齢別人口構成 - 18歳未満: 23.0% - 18-24歳: 4.0% - 25-44歳: 25.0% - 45-64歳: 28.8% - 65歳以上: 19.1% - 年齢の中央値: 44歳 - 性比（女性100人あたり男性の人口） - 総人口: 87.9 - 18歳以上: 84.3 世帯と家族（対世帯数） - 18歳未満の子供がいる: 28.5% - 結婚・同居している夫婦: 51.5% - 未婚・離婚・死別女性が世帯主: 9.5% - 非家族世帯: 36.4% - 単身世帯: 30.5% - 65歳以上の老人1人暮らし: 14.0% - 平均構成人数 - 世帯: 2.26人 - 家族: 2.81人 | 収入と家計 - 収入の中央値 - 世帯: 47,196米ドル - 家族: 59,191米ドル - 性別 - 男性: 36,453米ドル - 女性: 26,017米ドル - 人口1人あたり収入: 30,499米ドル - 貧困線以下 - 対人口: 4.6% - 対家族数: 2.2% - 18歳未満: 1.9% - 65歳以上: 6.5% |

## 交通

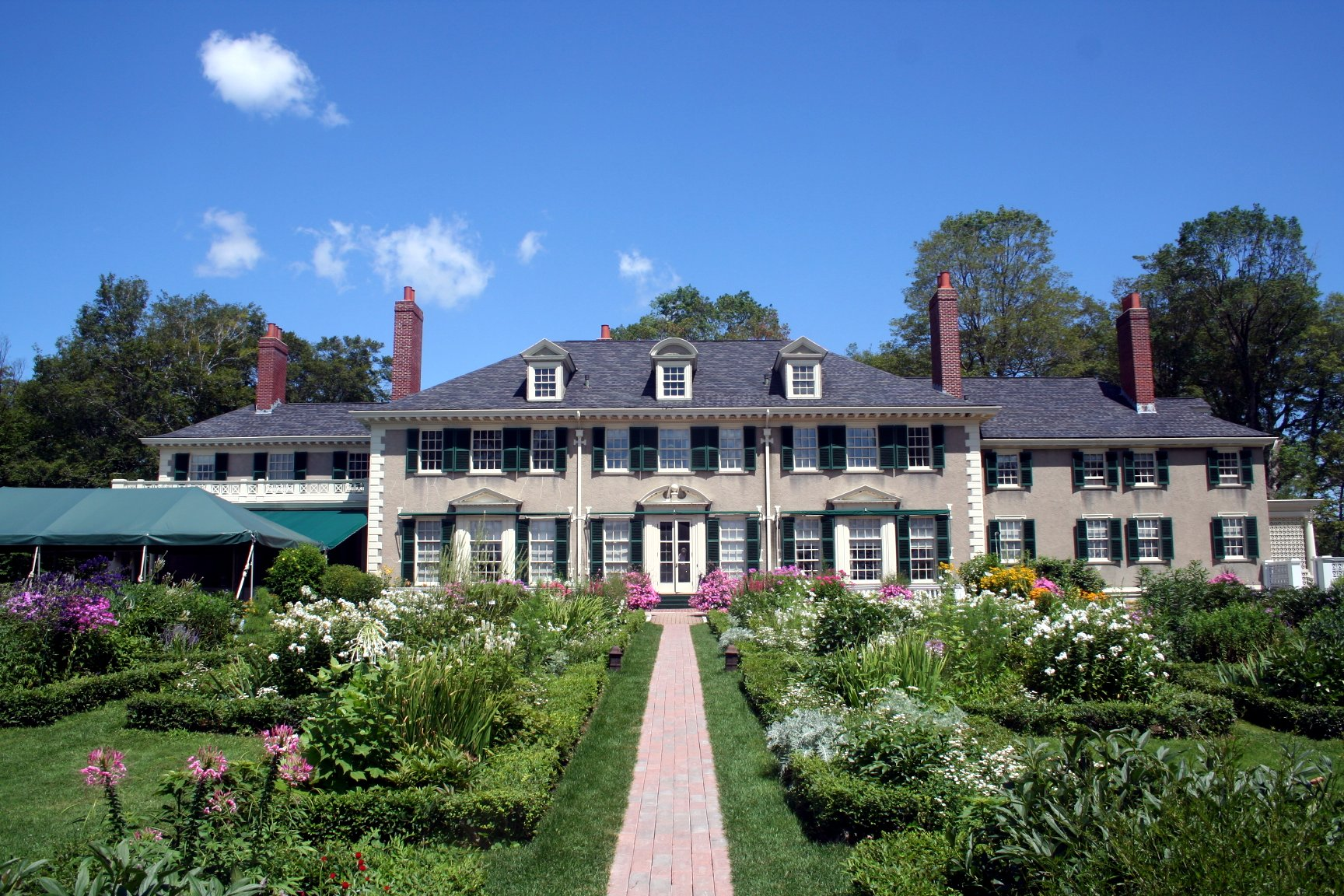
ロバート・トッド・リンカーンの別荘「ヒルデン」

マンチェスターの町には下記の4本の高規格道路が通っており、そのうち2本は自動車専用道である。
- アメリカ国道7号線、町内には出口第4号がある
- 歴史的バーモント州道7号線代替路
- バーモント州道30号線
- バーモント州道11号線

グリーン・マウンテン・コミュニティ・ネットワークのオレンジライン・バスと、マーブル・バレー地域交通地区の「ザ・バス」マンチェスター・ラトランド接続線がそれぞれ、ベニントンとラトランドへの公共交通手段を提供している。最寄りの空港はニューヨーク州のオルバニー国際空港であり、ラトランド・南バーモント地域空港からはケープエアーが一日3便のラトランド・ボストン線を運航している。アムトラックの最寄り駅はラトランドにある。全国的な都市間バス路線を運行するグレイハウンドもプレミア・コーチのバーモント・トランスラインズを介して、バーリントンとオールバニの間を繋いでいる。

## メディア
ベニントン郡の他の町と同様に、マンチェスターはオルバニー・スケネクタディ・トロイ・テレビ・ラジオ・メディア市場に入っている。
マンチェスターにはオルタナティヴ・ロックのラジオ局「WEQX」がある。その送信塔はイクィノックス山の南山頂にあり、そこからコールサインが得られ、ニューヨーク・ラジオ市場の州都圏北部と東部電波を送っている。またバーモント州南部、マサチューセッツ州西部、ニューハンプシャー州南西部にも電波が届いている。	
バーモント公共ラジオのパートナーであるWVNK-FM、91.1MHz もマンチェスターで免許を得ている。 	
新聞としては「マンチェスター・ジャーナル」と「ベニントン・バナー」がある。

## 著名な出身者

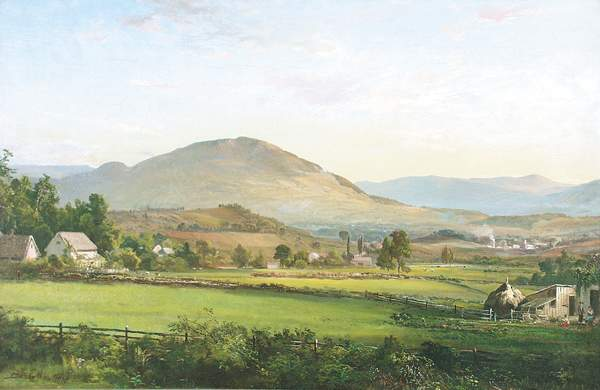
「バーモント州マンチェスターの風景」、デウィット・クリントン・ブーテル画、1870年

- ジョン・アーヴィング、小説家、脚本家、アカデミー脚色賞を受賞、代表作に『ホテル・ニューハンプシャー』
- ロバート・トッド・リンカーン、政治家、エイブラハム・リンカーンの長男、マンチェスターにある別荘で死去した
- トリート・ウィリアムズ、映画とテレビの俳優、2014年時点でマンチェスター在住